# Палац Грассалковичів (Братислава)
Палац Грассалковичів (словац. Grasalkovičov palác, угор. Grassalkovich-kastély) — палац XVIII століття у Братиславі, нині резиденція президента Словаччини. Знаходиться на площі Годжи, біля Літнього Архієпископського Палацу. Будова є літним палацом пізнього рококо з французьким садом.

## Історія
Будова була закінчена у 1760 році, архітектором Антоном Мейєргофером для хорватського шляхтича та хорватського аристократа Антона Грассалковича, близького друга Марії Терезії. У ньому знаходиться багато кімнат та вражаючі сходи. Каплиця декорована фресками Йозефа фон Піхлера.
Будова стала центром барочного музичного життя у Пожоні/Пресбургі. Йозеф Гайдн мав тут декілька прем'єр своїх творів. Граф Грассалкович також мав оркестр та його «колегу», принца Естергазі, який звичайно «позичав» йому свого улюбленого диригента, Гайдна. Грассалкович був васалом Марії Терезії, тому палац був використаний для різних балів та зустрічей королівського двору Габсбургів. Наприклад, саме Гайдн диригував оркестром, коли донька Марії Терезії одружилась з Альбертом Саксен-Тешенським, тоді правителем Королівства Угорщина (дивиться також Братиславський Град). Казали, що Людовит Штур зізнався у коханні до Аделі Остролуцької першого разу під час балу, організований ерцгерцогом Стефеном Францісом Віктором (Буда 14 вересня 1817 — Ментон 19 лютого 1867), сином Палатіна, Йозефа. Останніми власниками палацу перед кінцем Австро-Угорщини були ерцгерцог Фредерік Тешенський та його дружина Ізабела фон Крой.

З 1919 року палац був зайнятий Територіальним Військовим Командуванням.

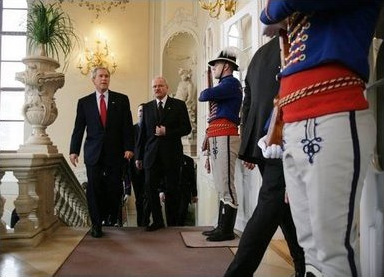
Президент Джордж Буш та Президент Словаччини Іван Гашпарович в Палаці Грассалковичів під час Slovakia Summit 2005

Під час періоду 1939—1945 років, палац був адаптований Емілем Беллушем та став резиденцією президента Першої Словацької Республіки (тобто Йозефа Тисо). Протягом епохи комунізму, будова була першим (після 1945) місцем засідання Ради Комісарів, яка була квазі-урядом Словаччини в Чехословаччини. У 1950 році будова була перетворена у «Палац піонерів та молоді Клемента Ґотвальда» (Dom pionierov a mládeže Klementa Gottwalda), який був центром діяльності для школярів Братислави, які тоді були так званими піонерами у тодішній час. Школярі завдали великої шкоди палацу, уся необхідна реставрація стала можлива тільки після падіння Комунізму у 1989 році з Оксамитовою революцією.
Реставрація Палацу Грассалковичів протягом ранніх 1990-х була під наглядом Першої леді Словаччини, Емілії Ковачової. Після реставрації палац став резиденцією Президента Словаччини 30 вересня 1996 року. Його сад зараз відкритий для публіки, у саду міститься статуя композитора Йоганна Непомука Гуммеля, що народився у Братиславі.

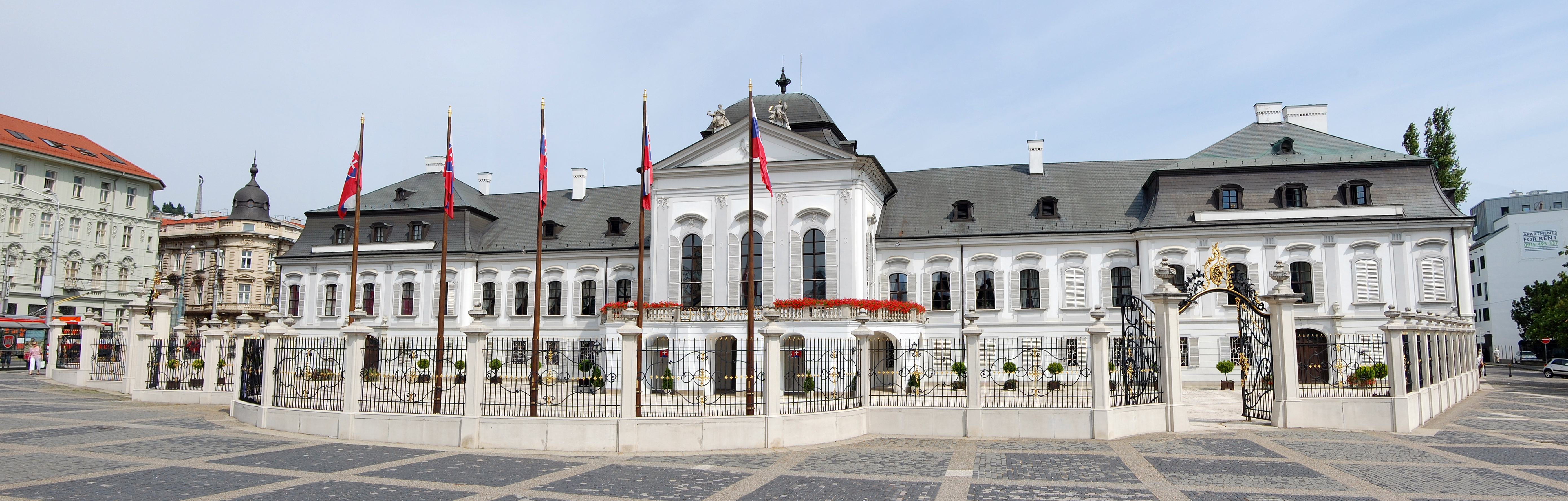
Палац Грассалковичів